# Castillo de Zurraquín
El castillo de Zurraquín es un castillo situado en la provincia de Ávila  en Cabezas del Villar, integrado en un caserío.

## Historia
Una primera interpretación de los restos según Cooper
, permite reconstruir algunas vicisitudes de este asentamiento. Aunque el escudo -un ave y tres estrellas de seis puntas dividido por una cotiza o bastón- no ha podido ser identificado, podría correspondes, según la inscripción, a un tal Galcerán de Barahona, señor de esta Villa. La pareja de escudos, uno con el campo vacío, se debe a una promesa de matrimonio que no llegó a realizarse. Probablemente con el dinero de la dote se edificaría la torre, ya que el escudo de la mujer ocupa la derecha, el sitio preferente.
En un momento próximo en el tiempo, una vez terminada la torre, ésta fue aportillada, es decir, a consecuencia de un ataque con pólvora, se derrumbó todo el frente, lo que motivó su rápida reconstrucción con un sistema más sólido. La iglesia debía estar ya terminada, por lo que se optó por aprovechar los sillares de la nave, dejando la cabecera y la espadaña, elementos suficientes para que la pequeña comunidad asentada en las inmediaciones mantuviera el culto. Consecuencia de esto es, por un lado, la presencia de dos sistemas constructivos en la torre y, por otro, la construcción que se inserta en n el vacío producido  en la iglesia.
En cualquier caso, tanto el escudo y la inscripción como la estructura del castillo y el estilo y decoración de la capilla fechan el conjunto a finales del siglo XV. En el XVI, esta dehesa está relacionada, documentalmente, con la familia de los Guieras; y en el XVIII, el Catastro de Ensenada describe el castillo entre las propiedades de los marqueses de Bermudo:

....una casa palacio, con su castillo y barbacana que la guarneze, con habitación alta y baja, patio, cavallerizas, pajares y paneras....

A este título permanece vinculado, por lo menos, hasta 1899, ya que en la tumba del Marqués de Bermudo -Iglesia de San Juan, Ávila- se lee : 

Señor del Castillo de Zurraquín

Actualmente, tras sucesivas ventas, pertenece al común del pueblo.

## Construcción
Los restos del castillo de Zurraquín se reducen a una torre y huellas de cimientos. La torre de planta de planta rectangular tiene en su frente fábrica de sillería de granito donde se disponen una saetera, una pequeña ventana rectangular, que al interior muestra arco escarzano con bancos en las jambas, y un escudo sobre inscripción, todo ello rematado por merlones cúbicos de varias piezas cada uno. Los demñas muros son de mampostería, con algunas hiladas puestas a espejo, abriéndose en el posterior un pasadizo interno escalonado cubierto con lajas de piedra. En el lateral, a ras del suelo, se abre un vano adintelado con dos escudos parejos, uno vacío y otro similar al de la fachada.
Al interior se distribuyen tres pisos más el adarve, marcados por líneas de mechinales enfrentados en los muros de mampostería, conservándose en la mayoría de los casos el arranque de las vigas.
Alrededor de esta torre se conservan indicios de un muro que, a una distancia regular de 6 metros, la rodea por tres de sus lados. Esta cerca, quizá sobre una anterior, serviría para emplazar artillería avanzada. Dos de los lados ha desaparecido al utilizar piedra para construir un puente cercano en 1982, y el tercero forma parte de la valla de la finca.
Este castillo se encuentra situado en la parte delantera  de un caserío, en el que existen construcciones con fábricas de granito muy regulares y abundante material reutilizado. Al sureste, subsiste la cabecera cuadrada de una iglesia, a la que se accede por un gran arco de triunfo apuntado con decoración de bolas, y su espadaña, acomodándose entre una y otra una construcción posterior. En el interior, la bóveda de crucería con terceletes que cubre la cabecera muestra, en la clave y uniones de nervios, medallones con el mismo escudo que el representado en la torre.  
Está protegido genéricamente  desde 1949 ;  y es Bien de Interés Cultural.